# ドメニコ・ガブリエッリ
ドメニコ・ガブリエッリ（Domenico Gabrielli, 1651年4月15日 - 1690年7月10日）は、イタリアの作曲家・チェリスト。ヴェネツィアのガブリエーリ一族とは血縁関係はない。

## 生涯
ボローニャ出身。聖ペトロニア教会のオーケストラのメンバーで、またアカデミア・フィラルモニカの会員でもあり、しばしば会長を務めた。1680年代にはモデナ公フランチェスコ2世・デステの宮廷楽団で働いた。
作品にはオペラ、器楽曲、教会音楽などがある。最古のチェロ作曲家の一人で2曲の『チェロと通奏低音のためのソナタ』や『2台のチェロのためのカノン』などがある。

## 文献
- S. Durante: Gabrielli, in: The New Grove Dictionary of Opera, ed. S. Sadie. London 1992. Vol 2, p. 322.
- W. Matteuzzi: Gabrielli, in: Dizionario enciclopedico universale della musica e dei musicisti. 2: Le biografie, ed. A. Basso. Turin 1986. Vol. 3, p. 83f.
- J. G. Suess: Gabrielli, in: The New Grove Dictionary of Music and Musicians, ed. S. Sadie. London 1980. Vol 7, p.67.